# Cormeilles-en-Vexin
Cormeilles-en-Vexin és un municipi francès, situat al departament de Val-d'Oise i a la regió de Illa de França. L'any 2007 tenia 977 habitants.
Forma part del cantó de Pontoise, del districte de Pontoise i de la Comunitat de comunes Vexin centre.

## Demografia

### Població
El 2007 la població de fet de Cormeilles-en-Vexin era de 977 persones. Hi havia 348 famílies, de les quals 82 eren unipersonals (25 homes vivint sols i 57 dones vivint soles), 98 parelles sense fills, 156 parelles amb fills i 12 famílies monoparentals amb fills.
La població ha evolucionat segons el següent gràfic:
Habitants censats

### Habitatges
El 2007 hi havia 395 habitatges, 364 eren l'habitatge principal de la família, 1 era una segona residència i 30 estaven desocupats. 369 eren cases i 17 eren apartaments. Dels 364 habitatges principals, 312 estaven ocupats pels seus propietaris, 39 estaven llogats i ocupats pels llogaters i 13 estaven cedits a títol gratuït; 5 tenien una cambra, 11 en tenien dues, 65 en tenien tres, 111 en tenien quatre i 172 en tenien cinc o més. 261 habitatges disposaven pel capbaix d'una plaça de pàrquing. A 138 habitatges hi havia un automòbil i a 185 n'hi havia dos o més.

### Piràmide de població
La piràmide de població per edats i sexe el 2009 era:
| Homes | Edats   | Dones |
| ----- | ------- | ----- |
| 0     | 95 o +  | 0     |
| 0     | 90 a 94 | 0     |
| 4     | 85 a 89 | 0     |
| 8     | 80 a 84 | 4     |
| 12    | 75 a 79 | 20    |
| 16    | 70 a 74 | 12    |
| 0     | 65 a 69 | 32    |
| 28    | 60 a 64 | 12    |
| 16    | 55 a 59 | 8     |
| 24    | 50 a 54 | 20    |
| 36    | 45 a 49 | 60    |
| 44    | 40 a 44 | 24    |
| 40    | 35 a 39 | 32    |
| 44    | 30 a 34 | 32    |
| 8     | 25 a 29 | 28    |
| 32    | 20 a 24 | 16    |
| 40    | 15 a 19 | 28    |
| 24    | 10 a 14 | 52    |
| 52    | 5 a 9   | 32    |
| 24    | 0 a 4   | 16    |

## Economia
El 2007 la població en edat de treballar era de 640 persones, 488 eren actives i 152 eren inactives. De les 488 persones actives 458 estaven ocupades (234 homes i 224 dones) i 29 estaven aturades (17 homes i 12 dones). De les 152 persones inactives 54 estaven jubilades, 59 estaven estudiant i 39 estaven classificades com a «altres inactius».

### Ingressos
El 2009 a Cormeilles-en-Vexin hi havia 392 unitats fiscals que integraven 1.060 persones, la mediana anual d'ingressos fiscals per persona era de 22.162 €.

### Activitats econòmiques
Dels 67 establiments que hi havia el 2007, 3 eren d'empreses alimentàries, 3 d'empreses de fabricació de material elèctric, 6 d'empreses de fabricació d'altres productes industrials, 12 d'empreses de construcció, 13 d'empreses de comerç i reparació d'automòbils, 4 d'empreses de transport, 5 d'empreses d'hostatgeria i restauració, 2 d'empreses d'informació i comunicació, 2 d'empreses financeres, 4 d'empreses immobiliàries, 10 d'empreses de serveis, 1 d'una entitat de l'administració pública i 2 d'empreses classificades com a «altres activitats de serveis».
Dels 20 establiments de servei als particulars que hi havia el 2009, 1 era una oficina de correu, 1 autoescola, 3 paletes, 2 fusteries, 4 lampisteries, 2 electricistes, 1 perruqueria, 4 restaurants i 2 agències immobiliàries.
Dels 6 establiments comercials que hi havia el 2009, 1 era una botiga de més de 120 m², 3 fleques, 1 una peixateria i 1 una joieria.
L'any 2000 a Cormeilles-en-Vexin hi havia 9 explotacions agrícoles que ocupaven un total de 1.377 hectàrees.

## Equipaments sanitaris i escolars
El 2009 hi havia una escola elemental.

## Poblacions més properes
El següent diagrama mostra les poblacions més properes.